# Lincoln Cássio de Souza Soares
Lincoln Cássio de Souza Soares (São Brás do Suaçuí, 22 januari 1979) - alias Lincoln - is een Braziliaans voormalig voetballer die bij voorkeur als aanvallende middenvelder speelde.
Lincolns carrière begon bij de Braziliaanse club Atletico Mineiro. Vanaf 2001 kwam hij uit in de Duitse Bundesliga voor FC Kaiserslautern. Hij werd gehaald als vervanger voor de naar Bayern München vertrokken Ciriaco Sforza. Hij maakte onmiddellijk indruk als spelmaker. In juni 2004 vertrok hij echter zonder afbericht naar zijn vaderland Brazilië. Later bleek hij geblesseerd te zijn en te revalideren. Hij verspeelde hiermee veel krediet bij de club, die inmiddels vocht tegen degradatie. De verrassing was groot toen bleek dat Schalke 04 hem in haar gelederen wilde opnemen. Hij speelde een goed eerste seizoen en de club eindigde als tweede in de Bundesliga.
In juni 2007 vertrok hij naar Galatasaray SK, voor een transfersom van ongeveer 4,5 miljoen euro. Hij tekende er een vierjarig contract. Hij werd door 4000 fans onthaald op het vliegveld.
Lincoln begon het seizoen met goals tegen Rizespor en Konyaspor. Daarna kreeg Lincoln problemen met Karl Heinz Feldkamp. Hij had regelmatig last van blessures, maar droeg zijn steentje bij aan het kampioenschap van 2007-2008. Ongeveer aan het eind van het seizoen 2008/09 kreeg Lincoln problemen met trainer Bülent Korkmaz, omdat hij zonder toestemming naar Brazilië ging. Bij de eerste trainingen voor het nieuwe seizoen was hij afwezig zonder reden en toestemming. Daarom besloot Galatasaray hem te verkopen. De voorzitter van Galatasaray SK maakte bekendgemaakt dat als Lincoln toch terug zou komen hij dan sowieso niet zou spelen. Zijn rug nummer 10 werd al voor zijn definitieve vertrek toebedeeld aan Arda Turan, die daarvoor met 66 speelde. Vervolgens speelde Lincoln nog een aantal jaren bij verschillende Braziliaanse clubs maar kwam niet meer tot veel wedstrijden. Hij beëindigde zijn loopbaan in 2015.
| seizoen   | club              | wed. | doelp. | competitie            |
| --------- | ----------------- | ---- | ------ | --------------------- |
| 1997/01   | Atletico Mineiro  | 50   | 4      | Campeonato Brasileiro |
| 2001/04   | FC Kaiserslautern | 53   | 12     | Bundesliga            |
| 2004-2007 | Schalke 04        | 83   | 20     | Bundesliga            |
| 2007-2009 | Galatasaray       | 40   | 16     | Süper Lig             |
| 2009-2011 | SE Palmeiras      | 25   | 4      | Série A               |
| 2011      | → Avaí FC         | 17   | 3      | Série A               |
| 2012-2014 | Coritiba          | 61   | 8      | Série A               |
| 2014-2015 | EC Bahia          | 9    | 1      | Série A               |